# Irishtown-Summerside
Irishtown-Summerside är en ort i Kanada.   Den ligger i provinsen Newfoundland och Labrador, i den östra delen av landet, 1 400 km öster om huvudstaden Ottawa. Irishtown-Summerside ligger 96 meter över havet och antalet invånare är 1 290.
Terrängen runt Irishtown-Summerside är huvudsakligen lite kuperad. Irishtown-Summerside ligger nere i en dal. Närmaste större samhälle är Corner Brook, 4,3 km sydost om Irishtown-Summerside. 
I omgivningarna runt Irishtown-Summerside växer i huvudsak blandskog. Runt Irishtown-Summerside är det ganska tätbefolkat, med 124 invånare per kvadratkilometer.